# Solanum peruvianum
Solanum peruvianum L. (Syn. Lycopersicon peruvianum (L.) Mill.) ist eine Pflanzenart aus der Sektion der Tomaten (Lycopersicon) in der Gattung der Nachtschatten (Solanum).

## Beschreibung

### Vegetative Merkmale
Solanum peruvianum ist eine ausdauernde, bis zu 0,5 m hoch werdende Pflanze, die breitwüchsig bis aufrecht wachsen und einen Durchmesser von 1 m erreichen können. Die Stängel sind an der Basis verholzt und haben einen Durchmesser von 3 bis 5 mm. Sie sind blass grau-grün gefärbt und gleichförmig samtig-feinhaarig behaart. Die Behaarung besteht hauptsächlich aus weißen, einfachen, einreihigen und nichtdrüsigen Trichomen mit einzelliger Basis, gebogener Spitze und einer Länge von weniger als 0,5 mm; sowie aus vereinzelten drüsigen Trichomen, die ebenfalls einreihig sind, einen ein-, vier- oder achtzelligen Kopf sowie eine einzellige Basis besitzen, und kürzer als die nichtdrüsigen Trichome sind. Neue Zweige sind dichter behaart und gelegentlich auch mit mehr drüsigen Trichomen besetzt.
Die sympodialen Einheiten besitzen zwei Laubblätter, die Internodien sind 1,5 bis 5 (selten bis 10) cm lang. Die Laubblätter sind unterbrochen unpaarig gefiedert, 4 bis 10 (bis 19) cm lang und 1,6 bis 7 (bis 10) cm breit. Beide Blattflächen sind gräulich grün gefärbt und ähnlich der Sprossachse behaart, die drüsigen Trichome treten nur mit vierzelligen Köpfen auf. Die Hauptteilblätter stehen in zwei bis vier Paaren, sie sind elliptisch bis nahezu kreisförmig geformt. Ihre Spitze ist abgestumpft zugespitzt bis gerundet, die Basis abgeschnitten, deutlich schräg und Richtung der Basis des Gesamtblattes am Blattstiel herablaufend. Der Rand ist ganzrandig bis gefurcht oder bis auf 1/4 bis 1/3 der Länge gelappt. Die seitlichen Teilblätter sind 0,8 bis 3 cm lang, 0,5 bis 1,5 cm breit und sind aufsitzend oder an bis zu 0,5 cm langen Stielchen sitzend. Das endständige Teilblatt ist meist deutlich größer als die seitlichen Teilblätter. Es ist 1,5 bis 3,5 (bis 6) cm lang, 0,6 bis 1,5 (bis 4) cm breit und steht an einem 0,2 bis 0,8 cm langen Stielchen. Selten sind auch an den größeren, unteren Hauptteilblättern Teilblätter zweiter Ordnung zu finden, diese sind 0,1 bis 0,3 cm lang und breit, aufsitzend und scheinen oftmals nur Blattlappen an der Basis der Hauptteilblätter zu sein. An einem Laubblatt sind zudem (keins bis) zwei bis neun eingeschobene Teilblätter zu finden, diese sind 0,1 bis 0,7 cm lang und 0,15 bis 0,9 cm breit, aufsitzend oder an besonders großen Blättern an einem 0,1 bis 0,5 cm langen Stielchen stehend. Der Blattstiel des Gesamtblattes ist 1 bis 3 cm lang. An allen Knoten bilden sich Pseudonebenblätter von 0,2 bis 1 cm Länge, 0,3 bis 1,1 cm Breite und einem gefurchten oder ganzrandigen Rand.

### Blütenstände und Blüten
Die (4 bis) 8 bis 16 cm langen Blütenstände sind meist einmal verzweigt und gegabelt. Sie bestehen aus acht bis 20 Blüten. An allen Knoten werden 0,1 bis 1 (bis 1,5) cm lange und 0,2 bis 1,5 (bis 2) cm breite, herzförmige Tragblätter gebildet, die die Blütenstiele umfassen, wobei das größte Tragblatt an der Basis des ersten blühenden Blütenstandszweiges steht. Der Blütenstandsstiel ist (1,5 bis) 4 bis 10 cm lang und ist ähnlich den Stängeln und den Laubblättern dicht weißlich behaart. Die Blütenstiele sind 1 bis 1,5 cm lang und in der unteren Hälfte oder der Mitte gelenkartig abgeknickt.
Die Knospen haben eine Länge von 0,8 bis 1,2 cm und sind 0,3 bis 0,4 cm breit. Sie haben eine langgestreckt konische Form und sind stark zurückgebogen. Bevor sich die Knospe öffnet stehen die Kronblätter bereits mehr als die Hälfte über den Kelch hinaus. Zur Blütezeit ist die Kelchröhre nur schwach erkennbar, der Kelch ist bis fast zur Basis in 5 bis 7 mm lange und 1,5 bis 2 mm breiten, lanzettliche, dicht weiß behaarte Kelchzipfel geteilt. Die Krone hat einen Durchmesser von 1,7 bis 2,3 cm, sie ist rad- oder leicht sternförmig, leuchtend gelb und oftmals mit leicht dunkleren Mitteladern. Die Kronröhre hat eine Länge von 0,6 bis 0,8 cm, die Kronzipfel sind 0,8 bis 0,9 cm lang und 0,8 bis 0,9 cm breit. Spitze und Ränder der Kronzipfel sind dicht weißlich behaart, die Spitzen sind zur Blütezeit zurückgebogen.
Die Staubblätter sind zu einer 0,8 bis 1,3 cm langen, stark gebogenen Röhre verwachsen, die komplett verwachsenen Staubfäden sind 0,5 cm lang, die Staubbeutel etwa 0,5 bis 0,7 cm. Die Staubbeutel besitzen sterile Anhänge mit einer Länge von 0,3 bis 0,4 cm, die oftmals grünlich gefärbt sind. Die beiden oberen Staubbeutel sind meist etwas länger und gebogen. Der Fruchtknoten ist konisch geformt, an der Spitze oder über die gesamte Oberfläche fein flaumhaarig behaart. Der gebogene Griffel ist 1 bis 1,5 cm lang und 0,5 mm stark, die unteren 2/3 sind weißlich behaart. Er steht 0,5 bis 1 mm über die Staubblattröhre hinaus und endet in einer köpfchenförmigen bis leicht keulenförmigen Narbe.

### Früchte und Samen
Die Früchte sind kugelförmige, grüne bis grünlich-weiße und oftmals violett überzogene, zweikammerige Beeren mit einem Durchmesser von 1 bis 1,5 cm. Zur Reife zieht sich oftmals ein dunkelgrüner oder violetter Streifen von der Spitze zur Basis. Die Oberfläche ist flaumhaarig bis dicht flaumhaarig mit weichen, schwachwandigen, einfachen, einreihigen Trichomen von bis zu 0,5 mm Länge sowie dicht mit Papillen besetzt. Die Fruchtstiele haben eine Länge von 1,5 bis 2 cm, sie sind meist gerade oder an der Gelenkstelle leicht gebogen. Die Kelchzipfel haben sich an der Frucht auf eine Länge von 10 bis 14 mm und eine Breite von 2 bis 2,5 cm vergrößert, sie liegen locker an der Frucht an oder sind abspreizend. Die Samen haben eine Länge von 1,8 bis 3,0 mm, eine Breite von 1,0 von 1,4 mm und sind 0,5 bis 0,7 mm dick. Sie sind umgekehrt eiförmig geformt, dunkelbraun und mit haarartigen Auswüchsen der Zellen der äußeren Samenwand besetzt, so dass sie ein seidiges Aussehen erhalten. An der Spitze sind sie mit einem 0,2 mm breiten Flügen schmal beflügelt, die Basis ist zugespitzt.

### Chromosomenzahl
Die Chromosomenzahl beträgt 2n = 24.

## Vorkommen und Standorte
Solanum peruvianum kommt vom mittleren Peru bis ins nördliche Chile vor und ist dort Bestandteil der Loma-Formationen, ist aber auch in küstennahen Wüsten oder gelegentlich als Unkraut an Feldern küstennaher Flusstäler zu finden. Die Art wächst in Höhenlagen zwischen 0 und 600 m.

## Ökologie
Blüten und Früchte erscheinen über das ganze Jahr hinweg, einen Anstieg in der Blütenzahl gibt es zwischen September und Dezember, wenn im Vorkommensgebiet die von der Küste aufsteigenden Nebel zunehmen.

## Systematik
Solanum peruvianum ist Teil der Sektion der Tomaten (Lycopersicon) innerhalb der Gattung der Nachtschatten (Solanum). Kladistische Untersuchungen stellen die Art zusammen mit Solanum corneliomulleri, Solanum chilense und Solanum huaylasense (in einigen Untersuchungen auch Solanum habrochaites) in eine Klade. Diese Arten werden zur Eriopersicon-Gruppe zusammengefasst.

## Botanische Geschichte
Die Art wurde 1753 von Carl von Linné erstbeschrieben. Es ist wahrscheinlich, dass die Beschreibung anhand von in Uppsala kultivierten Exemplaren vorgenommen wurde; die Samen für diese Pflanzen erhielt Linné von Bernard de Jussieu. Solanum peruvianum gehörte zu den ersten Wildtomaten-Arten, die in europäischen Botanischen Gärten kultiviert wurden. Als Lektotypus wurde 1990 von Sandra Knapp und C. E. Jarvis ein Herbarbeleg Linnés mit der Bezeichnung LINN 248-17 festgelegt.